# 아시 (트랜스포머)
트랜스포머 프랜차이즈에서 등장하는 알씨(Arcee)는 여러 캐릭터이며 여성형 트랜스포머이다. 다중우주 설정으로 다른 세계관, 다른 트랜스포머 작품의 알씨도 등장하나 다른 인물들이다.

## 상세
실사영화 세계관에서는 프리퀼 부분에 과학 부문 학자의 일원이었으며 비클 모드는 오토바이로 변형한다. 영화 1편과 2편 사이의 시간대 이야기를 다룬 부분에서는 스타스크림의 계획을 실패로 만들어 버리는 비중을 보인다.
트랜스포머 애니메이티드에서는 정보 장교로 등장하며 첩보원으로 등장한다. 얼라인드 세계관에서는 신뢰적인 군인이며 전투원으로 등장한다.

## 성우
- 트랜스포머 G1, 트랜스포머 더 무비, 트랜스포머 애니메이티드 - 수잔 블루
- 트랜스포머2: 폴른의 복수 - 그레이 딜라일
- 트랜스포머 프라임 - 서멜리 몬타노